# Michail Bytjkov
Michail Ivanovitj Bytjkov (ryska: Михаил Иванович Бычков), född 22 maj 1926 i Ljubertsy, Ryska SFSR, Sovjetunionen, död 17 maj 1997 i Moskva, Ryssland, var en sovjetisk ishockeyspelare.
Bytjkov blev olympisk bronsmedaljör i ishockey vid vinterspelen 1960 i Squaw Valley.